# Sturefors slott

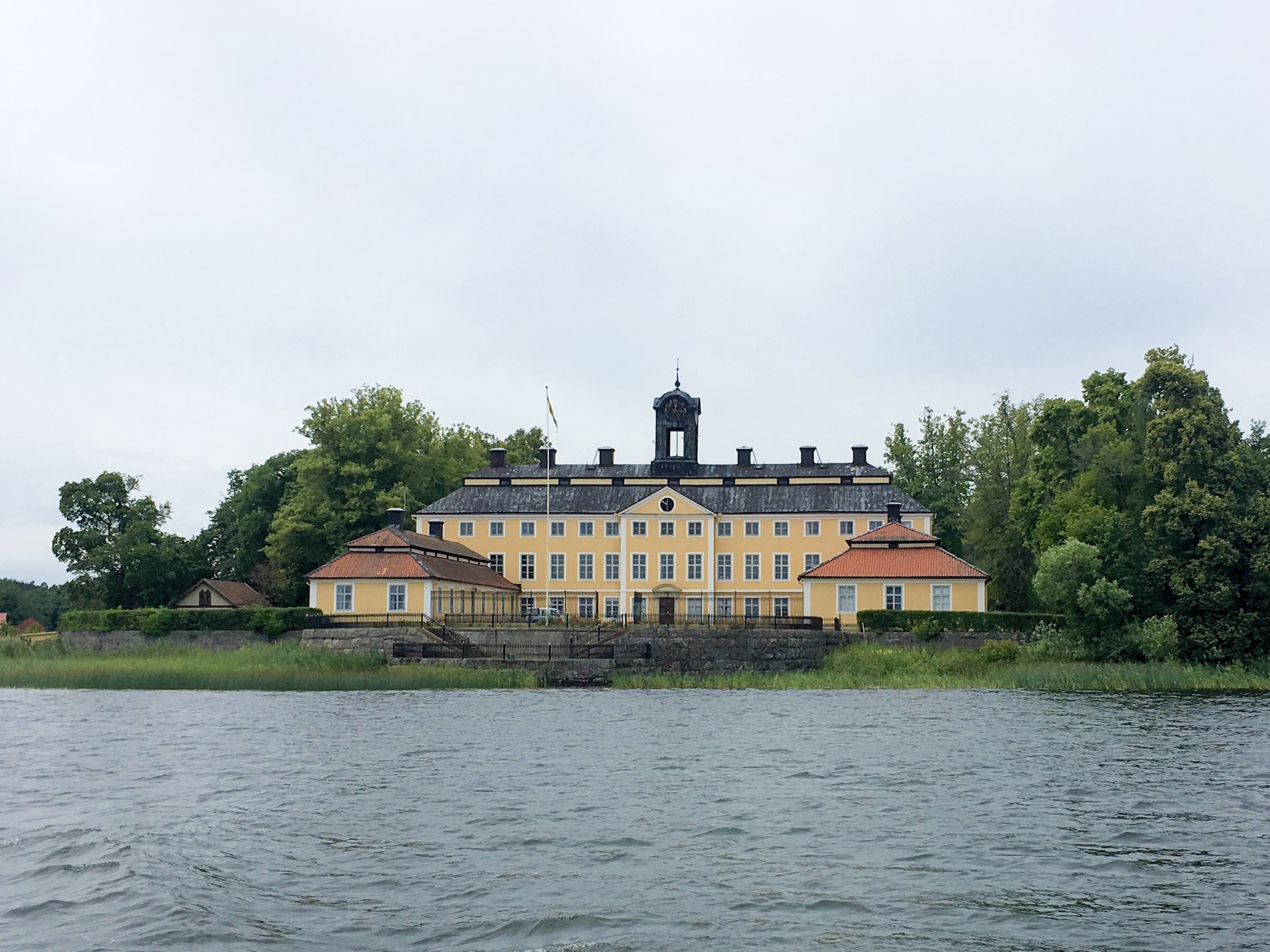
Sturefors slott, sett från sjösidan 2017.

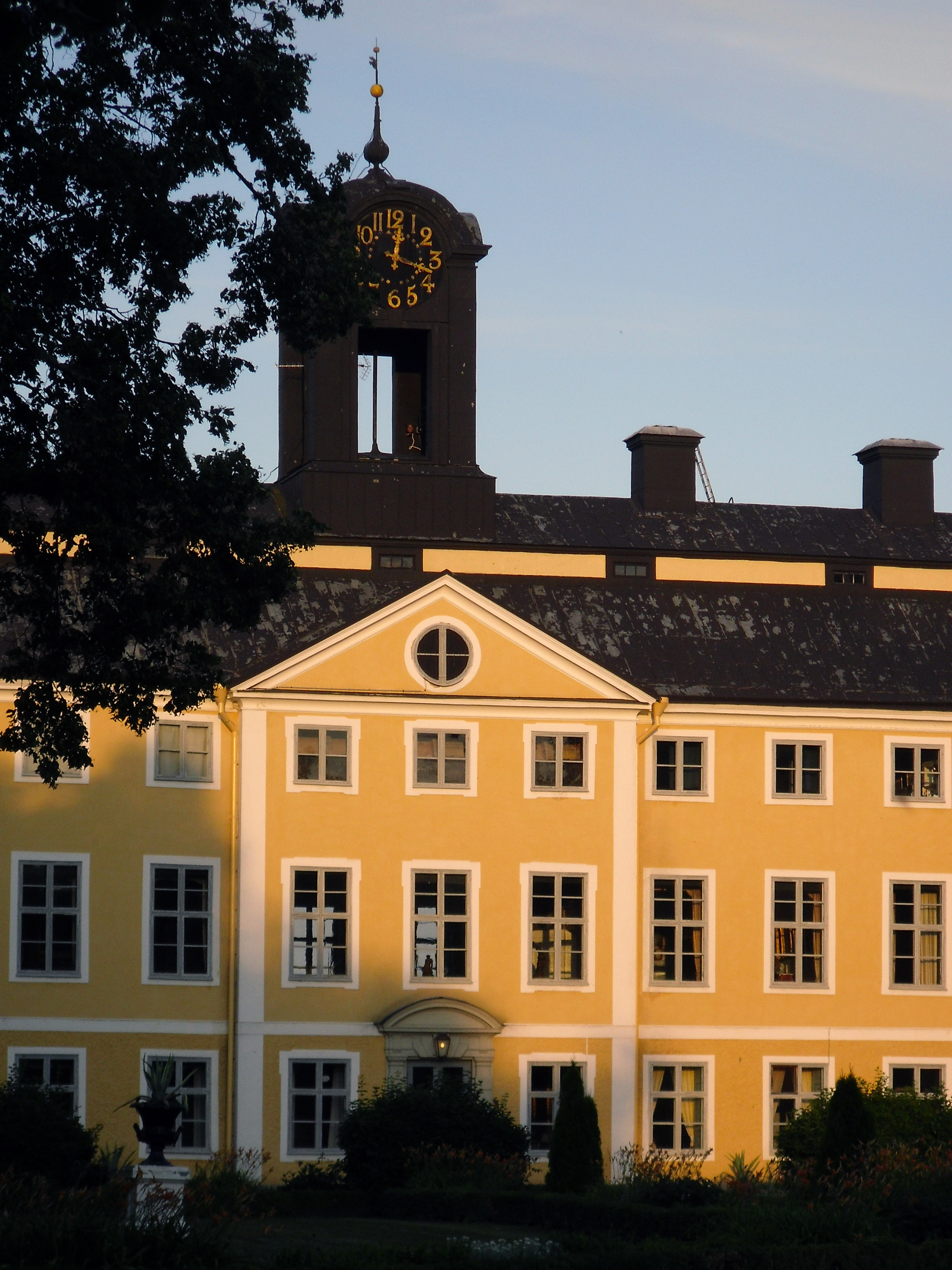
Slottets mittparti från landsidan.

Sturefors (tidigare Thurefors) är ett slott och före detta fideikommiss i Vists socken, Linköpings kommun, Östergötland (Östergötlands län). Slottet, som ligger vid sjön Ärlången ett par km från tätorten Sturefors, är en av landets mest representativa herrgårdsmiljöer. 

## Historik

### Tidig historik
Egendomens namn kommer av Margareta Sture, gift med riksrådet Ture Nilsson Bielke (avrättad vid Linköpings blodbad år 1600). Ture Bielke sägs vara den första ägaren och byggherre till det första slottet, som finns avbildat i Erik Dahlberghs Suecia Antiqua et Hodierna. Av denna tidigare slottsanläggning kvarstår endast delar av norra flygeln.  

### Nuvarande slottsbyggnaden
Huvudbyggnaden av sten i tre våningar med högt säteritak och klocktorn samt fast förbundna envåningsflyglar ritades av Nicodemus Tessin d.y. och anlades 1704 för Carl Piper.
Även den franskinfluerade delen av slottsparken, vilken började anläggas 1707, är också den ursprungligen ritad av Tessin d.y. Parken har senare ombyggts och utökats efter ritningar av bl.a. Carl Fredrik Adelcrantz och F.A.U. Cronstedt. Greve Nils Adam Bielke anlade den engelska parken och ett minnestempel över sin mormor Christina Piper.
Slottet är känt för sin 1700-talsinteriör, då framför allt stora salen i två våningar med plafond ritad av Tessin och väggdekor målad av Johan Pasch efter förlaga av Jean Eric Rehn.
Sturefors blev byggnadsminne 1976. Idag är slottet privatbostad för ätten Bielke, men den vidsträckta parken är till största delen tillgänglig för allmänheten.

### Ägarlängd
Efter Margareta Stures död 1617 ärvdes Sturefors slott av hennes dotter Märta Bielke och dennes man, riksdrotsen friherre Gabriel Oxenstierna (död 1640). Från dessa gick slottet i arv till sönerna Gustaf Oxenstierna och landshövdingen Ture Oxenstierna (död 1669) och genom flera släkter, tills det år 1747 åter innehades av Bielkeätten, som av grevinnan Christina Piper instiftat fideikommiss för sin dotterson, greven Nils Adam Bielke, vilken blev ägare vid grevinnans död 1752.
Godset ärvdes sedan av Nils Adam Bielkes son, kornetten greve Gustav Ture Bielke (död 1833) sonsonen, kammarherren greve Nils Bielke, (död 1845) och därefter dennes son, ryttmästaren greve Ture Bielke (död 1899). Därefter innehades fideikommisset av ryttmästarens sonson, greve Thure Gabriel Bielke, eftersom hans far, löjtnanten greve Nils Bielke, hade avlidit redan 1894. Greve Thure Gabriel avled hösten 1940 och godset ärvdes av hans son greve Nils Bielke. Efter dennes död våren 2010 avvecklades fideikommisset och godset ägs av hans son greve Thure Gabriel Bielke.

## Porträttsamlingen
Följande personer finns porträtterade på Sturefors:
- Hogenskild Bielke (avrättad 1605).
- Karin Bielke (kan vara Karin Axelsdotter, död 1589, eller Karin Nilsdotter, död 1596).
- Svante Nilsson Bielke
- Sten Nilsson Bielke (riksskattmästare och förmyndare för Karl XI).
- Gustav Horn (fältmarskalk och greve, gift med Sigrid Bielke).
- Karl X Gustav och Hedvig Eleonora av Holstein-Gottorp.
- Sten Bielke (på äldre dagar av David Klöcker Ehrenstrahl).
- Nils Bielke (hjälten från Lund, av Ehrenstrahl).
  - Tre oljemålningar av Martin Mijtens den äldre med sex av Bielkes barn.
- Dottern Sigrid Bielke.
  - Hennes son Karl Gustav Fleming och hans hustru Brita Sofia Horn.
- Nils Bielkes yngre son Thure Gabriel Bielke (död 1763).
- Hans svärföräldrar, Carl Piper och Christina Törnflycht.